# Wells A. Hutchins

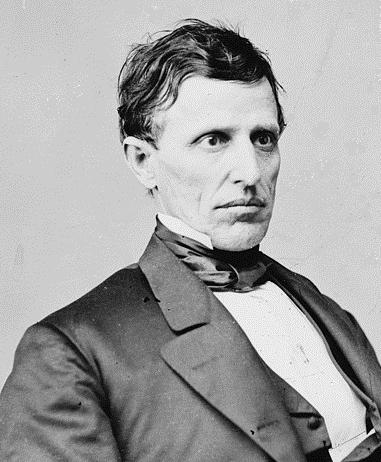
Wells A. Hutchins

Wells Andrews Hutchins (* 8. Oktober 1818 in Hartford, Trumbull County, Ohio; † 25. Januar 1895 in Portsmouth, Ohio) war ein US-amerikanischer Politiker. Zwischen 1863 und 1865 vertrat er den Bundesstaat Ohio im US-Repräsentantenhaus.

## Werdegang
Wells Hutchins war ein Cousin des Kongressabgeordneten John Hutchins (1812–1891). Er besuchte die öffentlichen Schulen seiner Heimat und unterrichtete danach selbst für einige Zeit als Lehrer. Nach einem Jurastudium und seiner 1841 erfolgten Zulassung als Rechtsanwalt begann er in Warren in diesem Beruf zu arbeiten. Im Jahr 1842 zog er nach Portsmouth. Politisch war er damals Mitglied der Whig Party. In den Jahren 1852 und 1853 saß er als Abgeordneter im Repräsentantenhaus von Ohio. Von 1857 bis 1861 war er juristischer Vertreter der Stadt Portsmouth. Nach der Auflösung der Whigs schloss er sich der Demokratischen Partei an. Im Jahr 1860 kandidierte er noch erfolglos für das US-Repräsentantenhaus. Während des Bürgerkrieges war er im Jahr 1862 United States Provost Marshal für den Staat Ohio.
Bei den Kongresswahlen des Jahres 1862 wurde Hutchins im elften Wahlbezirk von Ohio in das US-Repräsentantenhaus in Washington, D.C. gewählt, wo er am 4. März 1863 die Nachfolge von Valentine B. Horton antrat. Da er im Jahr 1864 nicht bestätigt wurde, konnte er bis zum 3. März 1865 nur eine Legislaturperiode im Kongress absolvieren. Diese war von den Ereignissen des Bürgerkrieges geprägt. In dieser Zeit unterstützte Hutchins als einer von wenigen Demokraten die Politik des Republikanischen Präsidenten Abraham Lincoln. Dabei setzte er sich unter anderem für den 13. Verfassungszusatz ein, durch den die Sklaverei abgeschafft werden sollte und der dann tatsächlich im weiteren Verlauf des Jahres 1865 ratifiziert wurde. Mit seiner Unterstützung des Präsidenten machte er sich bei seiner Partei unbeliebt.
Nach dem Ende seiner Zeit im US-Repräsentantenhaus praktizierte Wells Hutchins wieder als Anwalt. Im Jahr 1880 strebte er erfolglos seine Rückkehr in den Kongress an. Er starb am 25. Januar 1895 in Portsmouth, wo er auch beigesetzt wurde.